# Rhyacichthys aspro
Rhyacichthys aspro is een straalvinnige vissensoort uit de familie van riviergrondels (Rhyacichthyidae). De wetenschappelijke naam van de soort is voor het eerst geldig gepubliceerd in 1837 door Valenciennes.